# 山元町立山元中学校
山元町立山元中学校（やまもとちょうりつ やまもとちゅうがっこう）は、宮城県亘理郡山元町にある公立中学校。

## 概要
- 生徒数減少に伴い、町内にある2校を1校に統合して誕生したのが山元中学校である[1]。

## 学区
- 山元町全域

## 沿革
- 2021年（令和3年）4月1日 - 山元町立山下中学校と山元町立坂元中学校が統合して、山元町立山元中学校が開校。校舎は旧山下中学校を使用。